# Austin Roberts
Pour les articles homonymes, voir Roberts.
J. Austin Roberts, né le 3 janvier 1883 à Pretoria et mort le 5 mai 1948 dans un accident de voiture, est un zoologiste, sud-africain.

## Biographie
Il est le fils de l'artiste et naturaliste Marianne Edwardine Fannin (dite Edda), de laquelle il hérite de l'intérêt pour l'étude de la nature. Il vit à Lydenburg jusqu'en 1891, lorsque sa famille déménage à Potchefstroom où il retrouve le naturaliste Thomas Ayres qui lui fait connaître l'ornithologie.
Durant trente-huit ans, Austin Roberts travaille pour le Transvaal Museum et étudie les oiseaux de l’Afrique du Sud.
Il est cofondateur de l'Union d'ornithologues sud-africains (South African Ornithologists Union, en 1904) et de la Société biologique du Transvaal (Transvaal Biological Society). Quand les deux sociétés se regroupent, en 1916, il devient cofondateur de la Société biologique sud-africaine (South African Biological Society) pour laquelle il sera élu président, en 1933.
Il fait paraître The Birds of South Africa en 1940 (qui connaît de très nombreuses rééditions) et The Mammals of South Africa en 1951.

## Ouvrages et publications
- (en) Roberts, A., « IV. — Description of a New Flycatcher », The Journal of the South African Ornithologists' Union, vol. 8,‎ 1912, p. 21
- (en) Roberts, A., « Descriptions of some new mammals [and] Some notes on birds and descriptions of new sub-species », Annals of the Transvaal Museum, vol. 6,‎ avril 1919
- (en) Roberts, A., The Mammals of South Africa, Johannesbourg, The Trustees of the Mammals of South Africa Book Fund, 1951
- (en) Roberts, A., Our South African birds (Ons Suid-Afrikaanse voëls), Cape Town, Cape Times, 1941
- (en) Roberts, A., The birds of South Africa, Londres, H.F. & G. Witherbys, 1940-51
- (en) Roberts, A., Museums, higher vertebrate zoology and their relationship to human affairs, Pretoria, Carnegie visitors' Grants Com., 1935